# Lepisiota alexis
Lepisiota alexis är en myrart som först beskrevs av Santschi 1937.  Lepisiota alexis ingår i släktet Lepisiota och familjen myror.

## Underarter
Arten delas in i följande underarter:
- L. a. alexis
- L. a. dulcis